# Top Model (Scandinavia mùa 2)
Top Model, Mùa 2 (hoặc Top Model: Paris) là mùa thứ hai của Scandinavia's Next Top Model. Nó được phát sóng trên kênh TV3 ở Đan Mạch, Na Uy & Thụy Điển từ tháng 9 tới tháng 11 năm 2005. 
Người chiến thắng của mùa này Frøydis Elvenes, 17 tuổi từ Narvik, Na Uy. Cô nhận được giải thưởng là: 1 hợp đồng người mẫu với Marilyn Agency ở Paris, lên ảnh bìa tạp chí và trang biên tập cho FHM và 1 hợp đồng với L'Oreal. 

## Các thí sinh
(Tuổi tính từ ngày dự thi)
| Đến từ    | Thí sinh             | Tuổi | Quê quán   | Bị loại ở | Hạng |
| --------- | -------------------- | ---- | ---------- | --------- | ---- |
| Thụy Điển | Fahrie Berisha       | 19   | Stockholm  | Tập 2     | 9    |
| Đan Mạch  | Mikaela Ibsen        | 19   | Risskov    | Tập 2     | 9    |
| Na Uy     | Nazila Shirindel     | 20   | Bergen     | Tập 2     | 9    |
| Na Uy     | Annette Kjær         | 22   |            | Tập 3     | 8    |
| Thụy Điển | Charlotte Treschow   | 22   | Stockholm  | Tập 3     | 8    |
| Đan Mạch  | Tanja Johnsen        | 20   | Copenhagen | Tập 3     | 8    |
| Thụy Điển | Anna Maria Moström † | 20   | Kungsör    | Tập 4     | 7    |
| Đan Mạch  | Line Bang            | 19   | Copenhagen | Tập 4     | 7    |
| Na Uy     | Nora Møller          | 21   |            | Tập 4     | 7    |
| Na Uy     | Elise Måge           | 21   | Haugesund  | Tập 5     | 6    |
| Thụy Điển | Jazzmine Berger      | 18   | Järfälla   | Tập 5     | 6    |
| Đan Mạch  | Sofie Thrane         | 22   | Odense     | Tập 5     | 6    |
| Đan Mạch  | Heidi Larsen         | 21   | Holstebro  | Tập 6     | 5    |
| Thụy Điển | Maria Lindgren       | 22   | Gothenburg | Tập 6     | 5    |
| Na Uy     | Sarah Mohamud        | 18   | Karmøy     | Tập 6     | 5    |
| Thụy Điển | Emelie Törnqvist     | 20   | Stockholm  | Tập 7     | 4    |
| Đan Mạch  | Lise Andersen        | 23   | Herlev     | Tập 7     | 4    |
| Na Uy     | Sandra Otteraaen     | 18   | Bergen     | Tập 7     | 4    |

Chung cuộc
| Đến từ    | Thí sinh          | Tuổi | Quê quán   | Bị loại ở | Hạng |
| --------- | ----------------- | ---- | ---------- | --------- | ---- |
| Thụy Điển | Mikaela Källgren  | 19   | Bjursås    | Tập 8     | 9    |
| Đan Mạch  | Louise Falkenblad | 19   | Copenhagen | Tập 9     | 8-7  |
| Na Uy     | Karin Santini     | 19   | Bekkestua  | Tập 9     | 8-7  |
| Thụy Điển | Janni Juntunen    | 21   | Stockholm  | Tập 10    | 6–4  |
| Na Uy     | Kristine Øverby   | 20   | Aurskog    | Tập 10    | 6–4  |
| Đan Mạch  | Tine Holm Riis    | 21   | Aarhus     | Tập 10    | 6–4  |
| Đan Mạch  | Anna Nørgaard     | 18   | Højbjerg   | Tập 12    | 3–2  |
| Thụy Điển | Arwen Bergström   | 18   | Sundsvall  | Tập 12    | 3–2  |
| Na Uy     | Frøydis Elvenes   | 17   | Narvik     | Tập 12    | 1    |

1. ↑  Thí sinh Anna Maria Moström từ Thụy Điển đã qua đời lúc 29 tuổi vào tháng 10 năm 2014 ở New York sau khi va chạm với 1 chiếc xe buýt trong khi đang đi xe đạp.

## Thứ tự gọi tên
| Thứ tự | Tập       | Tập       | Tập      | Tập      | Tập     | Tập     | Tập | Tập      | Tập          | Tập                 | Tập        |
| Thứ tự | 2         | 3         | 4        | 5        | 6       | 7       |     | 8        | 9            | 10                  | 12         |
| ------ | --------- | --------- | -------- | -------- | ------- | ------- | --- | -------- | ------------ | ------------------- | ---------- |
| 1      |           |           |          |          |         |         |     | Frøydis  | Arwen        | Frøydis             | Frøydis    |
| 2      |           |           |          |          |         |         |     | Arwen    | Tine         | Arwen               | Anna Arwen |
| 3      |           |           |          |          |         |         |     | Tine     | Kristine     | Anna                | Anna Arwen |
| 4      |           |           |          |          |         | Sandra  |     | Kristine | Janni        | Janni Kristine Tine |            |
| 5      |           |           |          |          | Sarah   |         |     | Anna     | Anna         | Janni Kristine Tine |            |
| 6      |           |           |          | Elise    |         |         |     | Janni    | Frøydis      | Janni Kristine Tine |            |
| 7      |           |           | Nora     |          |         |         |     | Louise   | Karin Louise |                     |            |
| 8      |           | Annette   |          |          |         |         |     | Karin    | Karin Louise |                     |            |
| 9      | Nazila    |           |          |          |         |         |     | Mikaela  |              |                     |            |
|        |           |           |          |          |         |         |     |          |              |                     |            |
| 1      | Tine      | Heidi     | Anna     | Anna     | Louise  | Tine    |     |          |              |                     |            |
| 2      | Line      | Anna      | Sofie    | Lise     | Lise    | Louise  |     |          |              |                     |            |
| 3      | Heidi     | Tine      | Lise     | Heidi    | Anna    | Anna    |     |          |              |                     |            |
| 4      | Louise    | Sofie     | Tine     | Tine     | Tine    | Lise    |     |          |              |                     |            |
| 5      | Lise      | Louise    | Heidi    | Louise   | Heidi   |         |     |          |              |                     |            |
| 6      | Tanja     | Line      | Louise   | Sofie    |         |         |     |          |              |                     |            |
| 7      | Sofie     | Lise      | Line     |          |         |         |     |          |              |                     |            |
| 8      | Anna      | Tanja     |          |          |         |         |     |          |              |                     |            |
| 9      | Mikaela   |           |          |          |         |         |     |          |              |                     |            |
|        |           |           |          |          |         |         |     |          |              |                     |            |
| 1      | Arwen     | Mikaela   | Arwen    | Maria    | Arwen   | Arwen   |     |          |              |                     |            |
| 2      | Emilie    | Maria     | Mikaela  | Emelie   | Janni   | Janni   |     |          |              |                     |            |
| 3      | Mikaela   | Arwen     | Jazzmine | Arwen    | Emelie  | Mikaela |     |          |              |                     |            |
| 4      | Janni     | Jazzmine  | Emilie   | Mikaela  | Mikaela | Emelie  |     |          |              |                     |            |
| 5      | Charlotte | Anna      | Janni    | Janni    | Maria   |         |     |          |              |                     |            |
| 6      | Anna      | Emilie    | Maria    | Jazzmine |         |         |     |          |              |                     |            |
| 7      | Jazzmine  | Janni     | Anna     |          |         |         |     |          |              |                     |            |
| 8      | Maria     | Charlotte |          |          |         |         |     |          |              |                     |            |
| 9      | Fahrie    |           |          |          |         |         |     |          |              |                     |            |

      Thí sinh bị loại
     Thí sinh chiến thắng cuộc thi
- Từ 1 tới 9 ở lần 1 là thứ tự gọi tên ở Na Uy
- Từ 1 tới 9 ở lần 2 là thứ tự gọi tên ở Đan Mạch
- Từ 1 tới 9 ở lần 3 là thứ tự gọi tên ở Thụy Điển
- Từ 1 tới 9 ở tập 8 tới 12 là thứ tự gọi tên của 3 nước
- Tập 11 là tập ghi lại khoảnh khắc từ đầu cuộc thi

### Buổi chụp hình
- Tập 2: Thời trang thể dục ở Paris
- Tập 3: Ảnh chân dung vẻ đẹp trong mạng nhện
- Tập 4: Quảng cáo nước uống ở bên tháp Eiffel
- Tập 5: Phong cách disco với túi xách
- Tập 6: Thiên thần & ác quỷ
- Tập 7: Phong cách Maria Antonia của Áo ở Versailles
- Tập 8: Áo tắm ở bãi biển Saint-Tropez
- Tập 9: Chụp hình theo nhóm với chó
- Tập 10: Burlesque của Moulin Rouge
- Tập 12: Quyến rũ bên Tháp Eiffel